# Jan Strzoda
Jan Strzoda (ur. 15 października 1887 w Wierzchu, zm. 4 marca 1959 w Chorzowie) – polski lekarz, powstaniec śląski, oficer Polskich Sił Zbrojnych na Zachodzie, działacz społeczny.

## Życiorys

### Wczesne życie i działalność społeczna
Urodził się w Wierzchu koło Prudnika, w rodzinie Franciszka, posła do Reichstagu na okręg prudnicki, i Pauliny ze Spillerów. Jego bratem był Roman Strzoda.
Uczęszczał do gimnazjum w Oławie. W 1908 rozpoczął studia medyczne w Monachium, Berlinie i Rostocku. Był wówczas członkiem Związku Młodzieży Polskiej „Zet”. Od października 1910 do marca 1911 odbywał służbę wojskową, po czym wrócił na studia. Podczas I wojny światowej służył w Armii Cesarstwa Niemieckiego. 12 lutego 1917 otrzymał dyplom lekarza.
W latach 1919–1920 był wolontariuszem w klinikach uniwersyteckich we Wrocławiu, gdzie 31 marca 1920 uzyskał stopień doktora medycyny i chirurgii na podstawie pracy „Beiträge zur Lehre von den Knochencysten”, napisanej pod kierunkiem Oswalda Bumkego. Od października 1920 praktykował w swoim rodzinnym Wierzchu. W czasie plebiscytu na Górnym Śląsku uczestniczył w pracach Polskiego Komitetu Plebiscytowego na powiat prudnicki w Prudniku, Głogówku i Strzeleczkach. W ramach przygotowań do organizacji polskiej służby zdrowia, odbył w Poznaniu kurs dla lekarzy powiatowych. Podczas III powstania śląskiego był lekarzem pułkowym w 2 Zabrskim Pułku Piechoty im. Tadeusza Kościuszki w Grupie „Wschód”.
W 1921 zamieszkał w Chorzowie, gdzie pracował w przemysłowej kasie chorych Huty Batory i kasie chorych górniczej Spółki Brackiej, a w latach 1931–1939 jako lekarz naczelny Ogólnomiejscowej Kasy Chorych. Był też lekarzem w Pomocy Lekarskiej dla Urzędników Państwowych i Wojewódzkich oraz lekarzem szkolnym i sportowym w Biurze Opieki Lekarskiej nad Bezrobotnymi. W 1922 wziął ślub z Łucją z Grabowskich. Był członkiem Związku Powstańców Śląskich, Koła Polskiego Towarzystwa Tatrzańskiego w Chorzowie i PCK. Po przewrocie majowym w 1926 zaangażował się w ruch śląskiej sanacji, należał w 1926 do założycieli Związku Naprawy Rzeczypospolitej, a w 1934 – Zjednoczenia Chrześcijańsko-Społecznego. W 1928 został członkiem Koła Inteligencji Powiatu Prudnickiego.

### II wojna światowa
Po wybuchu II wojny światowej, 3 września został ewakuowany wraz z cywilnymi władzami Chorzowa na wschód. Od 8 do 11 września był kierownikiem stacji pomocy dla uchodźców śląskich w Klemensowie koło Zamościa. 17 września przedostał się do Rumunii, gdzie został lekarzem w obozach uchodźców i internowanych. W ramach działalności YMCA od sierpnia 1940 udzielał pomocy lekarskiej uciekinierom polskim na Cyprze, udającym się stąd do Wojska Polskiego na Środkowym Wschodzie. 17 lipca 1941 wstąpił w stopniu podporucznika do Wojska Polskiego w Palestynie i został przydzielony do służby sanitarnej Samodzielnej Brygady Strzelców Karpackich. W 1942 ukończył trzymiesięczny kurs Szkoły Podchorążych Sanitarnych Rezerwy na Środkowym Wschodzie w Quastina koło Tel Awiwu. W Jerozolimie był lekarzem kierującym Izbą Chorych i Sekcją Malaryczną Dowództwa Szkolenia Junaków, lekarzem w Polskim Więzieniu Wojskowym i w Garnizonowej Izbie Chorych oraz lekarzem Komendy Placu.

### Okres powojenny
15 lutego 1946 został przeniesiony do 8. Szpitala Wojskowego. Pracował w nim jako ordynator oddziałów wewnętrznych szpitali wojskowych polskich i brytyjskich w Palestynie, Libanie i Egipcie. Wykładał na kursach wojskowego szkolenia sanitarnego. 21 stycznia 1947 będąc w Egipcie zgłosił chęć powrotu do Polski. Został zdemobilizowany 30 stycznia w stopniu podporucznika-lekarza. Po krótkim pobycie w Wielkiej Brytanii wraz z synami Lucjanem i Władysławem, z którymi spotkał się na Zachodzie, 24 maja powrócił do Polski. Od lipca był inspektorem lecznictwa szpitalnego w Chorzowie, 1 maja 1948 został zastępcą lekarza naczelnego tamtejszej Ubezpieczalni Społecznej, a po jej likwidacji pracował w państwowej służbie zdrowia jako lekarz rejonowy. Zmarł 4 marca 1959 w Chorzowie, został pochowany na cmentarzu parafii św. Jadwigi Śląskiej w Chorzowie.

## Odznaczenia
- Krzyż na Śląskiej Wstędze Waleczności i Zasługi
- Śląski Krzyż Powstańczy
- Srebrny Krzyż Zasługi z Mieczami
- Gwiazda za Wojnę 1939–1945
- Gwiazda Afryki